# Donald Campbell (piloto)
Donald Malcolm Campbell (23 de marzo de 1921 - 4 de enero de 1967) fue un piloto británico poseedor de ocho récords mundiales de velocidad (siete náuticos y uno terrestre), conseguidos durante las décadas de 1950 y 1960. Es la única persona hasta el momento que ha sido capaz de batir los récords de velocidad sobre tierra y sobre el agua en el mismo año (1964).
Era hijo del también famoso piloto Malcolm Campbell (1885-1948), convirtiéndose en el continuador de la carrera de consecución de récords de velocidad de su padre, utilizando una serie de vehículos denominados Blue Bird, cuya imagen se hizo muy popular.
Falleció en 1967 a consecuencia de un accidente en su hidroplano Bluebird K7 mientras trataba de conseguir su novena plusmarca. Su cuerpo, desaparecido durante el accidente en Coniston Water (Cumbria), fue recuperado del fondo del lago en el año 2001.

## Vida familiar y personal
Donald Campbell nació en Canbury House, Kingston upon Thames, Surrey, hijo de Malcolm Campbell (piloto titular de 13 registros mundiales de velocidad en los años 1920 y 1930 con los coches e hidroplanos Blue Bird) y de su segunda esposa, Dorothy Evelyn Whittall.
Campbell asistió a las escuela de Saint Peter, Seaford y Uppingham. Cuando estalló la Segunda Guerra Mundial se presentó voluntario a la Real Fuerza Aérea Británica, pero fue rechazado por haber sufrido de niño unas fiebres reumáticas.
Más adelante comenzó a trabajar en la Briggs Motor Bodies Ltd de West Thurrock como ingeniero de mantenimiento. Posteriormente, se convirtió en accionista de una pequeña compañía llamada Kine Engineering, dedicada a la producción de máquinas herramienta. Tras la muerte de su padre el 31 de diciembre de 1948, el joven Campbell inició su carrera en pos de nuevas plusmarcas de velocidad, primero sobre el agua y después en tierra. Para ello contó siempre con el apoyo de Leo Villa, el ingeniero jefe preparador de los vehículos Blue Bird que había trabajado con su padre.
Estuvo casado en tres ocasiones: con Daphne Harvey en 1945 (con quien tuvo una hija, Georgina (Gina) Campbell, nacida el 19 de septiembre de 1949); con Dorothy McKegg en 1952; y con Tonia Bern en diciembre de 1958, que fue su esposa hasta la muerte del piloto en 1967. Campbell era muy supersticioso, odiando el color verde, el número trece y los viernes. También estuvo interesado en los fenómenos paranormales, siendo miembro del Ghost Club.

## Récords de velocidad sobre el agua

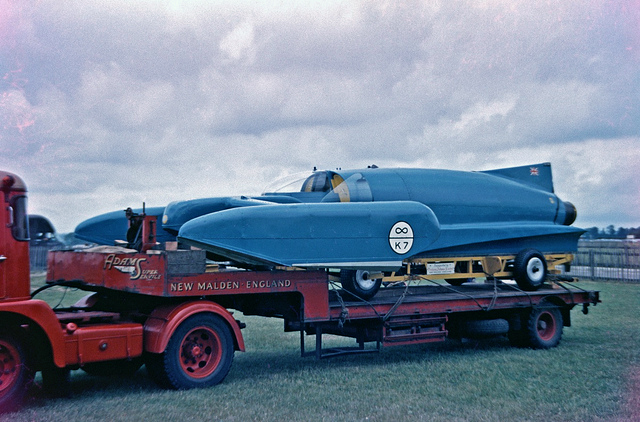
El Bluebird K7 en Goodwood (1960)

Campbell comenzó sus intentos para lograr un récord de velocidad en el verano de 1949, utilizando la antigua lancha de su padre, el Blue Bird K4, que rebautizó como Bluebird K4.
Esta embarcación fue remodelada a fondo en 1951, dotándola de un nuevo sistema de propulsión y de un segundo puesto de conducción previsto para Leo Villa.
En septiembre alcanzaron por fin las 170 millas por hora (273,6 km/h), manteniendo una intensa pugna con el estadounidense Stanley Sayers, que poco después alcanzó las 178 millas por hora (286 km/h) con su hidroplano Slo-Mo-Rehuir IV.
Un rival potencial, el británico John Cobb (que disponía del primer hidroplano a reacción del mundo, el Crusader, con una velocidad potencial por encima de las 200 millas por hora (320 km/h), falleció en 1953 durante unas pruebas de su embarcación en el Lago Ness. Esta muerte afectó notablemente a Campbell, que a pesar de todo decidió iniciar la construcción de una nueva embarcación turbopropulsada que volviese a conseguir el récord para Gran Bretaña: el Bluebird K7.
El K7 disponía de un diseño muy avanzado, vigente hasta el final de la década de 1960. Estaba dotado de una estructura ultra rígida capaz de soportar 25 la aceleración de la gravedad, y había sido ideado para superar las 250 millas por hora (400 km/h).
La denominación "K7" fue tomada de su inscripción en la compañía de registros navales Lloyd. Figuraba en el lateral de las quillas del hidroplano, en el interior de un círculo blanco orlado de negro, situado por debajo del símbolo del infinito (∞).
Campbell logró siete plusmarcas de velocidad con el K7 entre julio de 1955 y diciembre de 1964 en distintos escenarios, disfrutando del patrocinio de importantes compañías como Mobil y después BP.
La nave fue progresivamente perfeccionada, logrando mejorar sus marcas de forma continua: 225 millas por hora (362 km/h) en 1956 -con un pico sin precedentes de 286 millas por hora (461 km/h)-; 239 millas por hora (385 km/h) en 1957; 248 millas por hora (399 km/h) en 1958 y 260 mph (420 km/h) en 1959.
Campbell recibió el título de Caballero del Imperio Británico en enero de 1957, en reconocimiento a sus récords sobre el agua, y en especial por su récord conseguido en el Lago Mead (EE. UU.).

## Intento de récord de velocidad terrestre

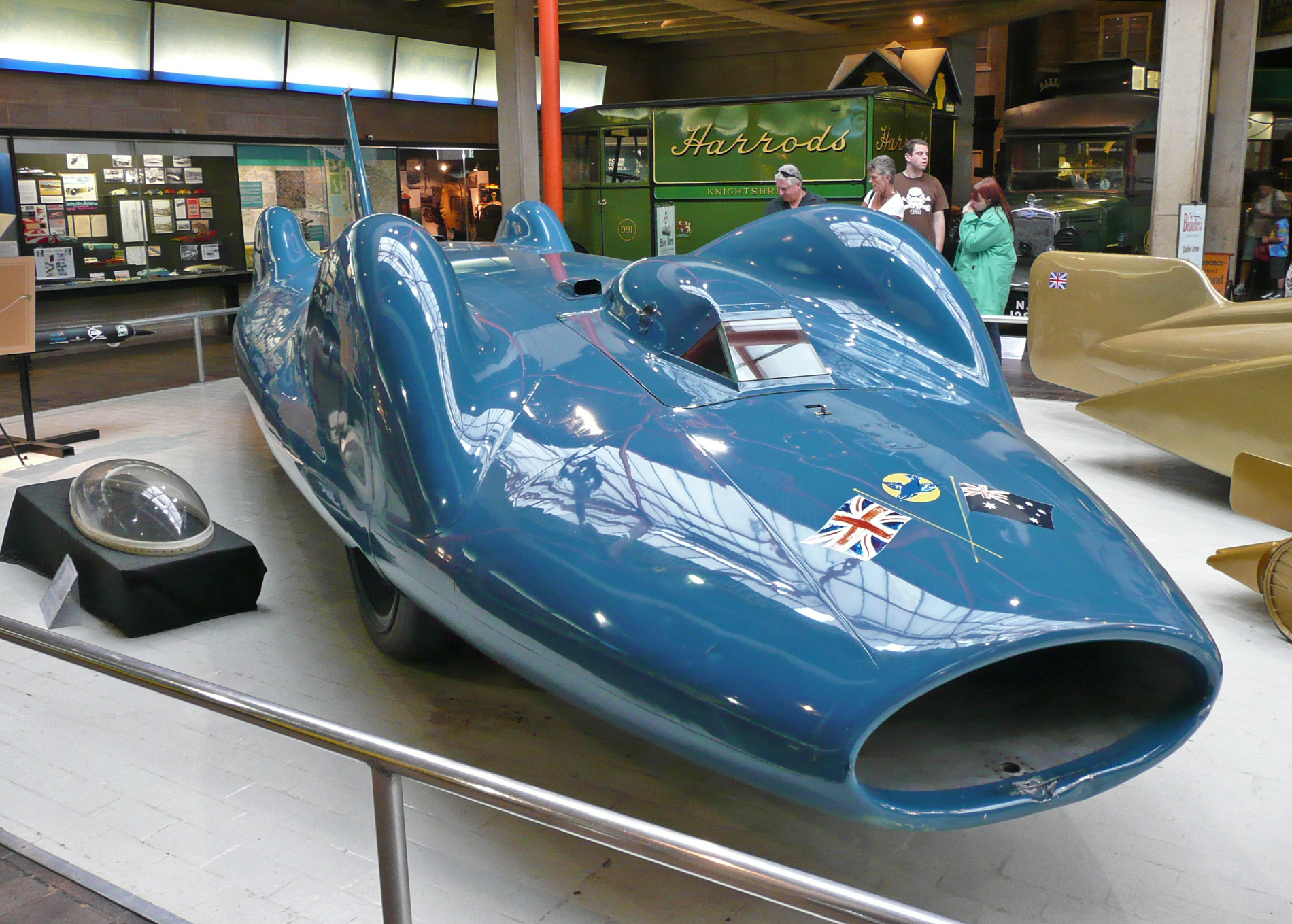
Bluebird CN7 exhibido en el Museo del Motor Nacional de Beaulieu.

Después de conseguir su récord de velocidad sobre el Lago Mead en 1955, Campbell se planteó conseguir la plusmarca de velocidad terrestre, que desde 1947 estaba en posesión de John Cobb con 394 millas por hora (634 km/h). Para ello, los hermanos Norris diseñaron el Bluebird-Proteus CN7, con el objetivo en mente de alcanzar las 500 millas por hora (800 km/h).
Campbell consiguió involucrar en el proyecto a numerosas grandes compañías británicas (Dunlop, BP, Smiths Industries y Lucas Automotive), y el resultado fue un vehículo propulsado por una turbina de aviación Bristol-Siddeley Proteus de 4.450 Hp de potencia con tracción a las cuatro ruedas, completado en la primavera de 1960.
No sería hasta cuatro años después, el 17 de julio de 1964, cuando estableció en Australia, sobre el lecho seco del Lago Eyre, un nuevo récord mundial de velocidad sobre tierra, alcanzando 403,10 millas por hora (648,73 km/h). 
Para conseguir este logro, tuvo que solventar numerosas dificultades: un gravísimo accidente en el Salar de Bonneville de Utah (en el que se rompió el cráneo, sufrió la fractura de numerosos huesos y se le explotó un tímpano; y que obligó a reconstruir el coche por completo); el cambio de escenario hacia Australia (para aprovechar los 32 km utilizables del lago Eyre, superando los 18 km disponibles en Utah); los problemas surgidos a última hora con los patrocinadores; y finalmente, las lluvias en Australia, que perjudicaron el estado del lecho del lago.
Para acabar de complicar la situación de Campbell, en julio de 1963 el estadounidense Craig Breedlove logró con el Spirit of America una velocidad de 407 millas por hora (655 km/h) en Bonneville. A pesar de que la marca no fue homologada por la FIA debido a las condiciones técnicas del vehículo (era un triciclo, y sin tracción en las ruedas), a los ojos del mundo Breedlove era en ese momento el hombre más rápido sobre la tierra.
El momento en el que Campbell batió su única plusmarca sobre tierra fue captado por numerosos fotógrafos, entre los que figuraba el australiano Jeff Carter, y las imágenes dieron la vuelta al mundo. 
El récord terrestre de Campbell tuvo una corta vida, porque los cambios en el reglamento de la FIA significaron que para obtener marcas de velocidad podrían utilizarse coches a reacción "puros" (sin ruedas de tracción) a partir de octubre de 1964. Sin embargo, su marca de 429 millas por hora (690 km/h) permaneció como la velocidad más alta conseguida por un vehículo con ruedas de tracción hasta el año 2001. El Bluebird CN7 actualmente de exhibe en el Museo Nacional del Motor de Beaulieu en Hampshire, Inglaterra.

## El doble récord
Tras su plusmarca en tierra, Campbell planeó batir de nuevo el récord sobre el agua con el Bluebird K7 ese mismo año. Después de una serie de retrasos, finalmente consiguió su séptimo récord náutico mundial en el Lago Dumbleyung, cercano a Perth, Australia Occidental, en el último día de 1964, con una velocidad de 276 millas por hora (444 km/h), convirtiéndose así en el único piloto hasta hoy capaz de romper los dos registros en un mismo año.

## Coches cohete e intento final de récord náutico

### Bluebird Mach 1.1

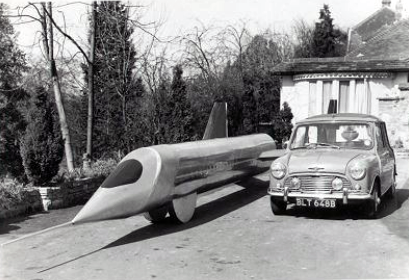
Modelo promocional del Bluebird Mach 1.1 junto a la casa de Campbell (primavera de 1966)

Campbell decidió dar un gran salto tecnológico para incrementar la velocidad de sus vehículos, planificando la construcción de un coche-cohete supersónico, con una velocidad máxima potencial de 840 millas por hora (1352 km/h), cuyo estudio se encomendó a los hermanos Norris: el Bluebird Mach 1.1.
Ken Norris había previsto utilizar motores cohete en un vehículo con un área frontal muy baja, gran densidad, y un peso total más reducido que el de los modelos precedentes, con un diseño relativamente compacto y sencillo. Los reactores Bristol Siddeley BS.605 estaban alimentados con keroseno, utilizando peróxido de hidrógeno como oxidante, proporcionando un empuje equivalente de 36.000 Hp. Sin embargo, la muerte de Campbell truncó el desarrollo de este proyecto.

### Intento de récord final
Para dar publicidad a su nuevo proyecto de coche-cohete supersónico, Campbell decidió en la primavera de 1966 intentar una vez más batir un récord de velocidad sobre el agua, fijándose el objetivo de las 300 millas por hora (483 km/h). El Bluebird K7 fue equipado con un motor Bristol Orfeo más ligero y potente, tomado de un caza Folland Gnat. Las pruebas se desarrollaron en Coniston Water, un lago de 8 km de longitud situado en Cumbria, en el noroeste de Inglaterra.

## Muerte
Tras unos meses de mal tiempo y de algunos contratiempos mecánicos, el 4 de enero de 1967 las condiciones meteorológicas eran adecuadas para realizar un intento de batir el récord.
Las pruebas se estaban desarrollando con normalidad en Coniston Water, hasta que en uno de los largos a máxima velocidad, el Bluebird K7 se desequilibró, dio una vuelta de campana, y se desintegró al chocar contra la superficie del agua. Las causas del accidente nunca se han aclarado del todo, y se ha especulado con que la nave no había repostado combustible, y que la falta de peso pudo propiciar que capotase bruscamente.
El impacto fue tan duro, que pese a los esfuerzos de los buzos de la Marina Real, el cuerpo de Campbell no pudo ser localizado tras dos semanas de búsqueda intensiva.
El 28 de enero de 1967, Campbell recibió póstumamente de la Reina Isabel II el título de Comendador; "por el valor y la determinación demostrados en el intento de batir el récord mundial de velocidad sobre el agua."

### Recuperación del Bluebird K7 y del cuerpo de Donald Campbell
Gracias al Proyecto Bluebird, los restos de Campbell y de su nave fueron recuperados entre octubre de 2000, cuando se hallaron los primeros indicios, y el 28 de mayo de 2001, cuando apareció el cuerpo de Campbell. El proyecto surgió por la iniciativa del buzo Bill Smith, inspirado por la canción del grupo Marillion "Out of this world" (del álbum Afraid of Sunlight), que trata sobre Campbell y el Bluebird.
Fue enterrado en el Cementerio de Coniston el 12 de septiembre de 2001, tras realizarse su identificación mediante una prueba de ADN.

## Legado
- Entre Donald Campbell y su padre lograron once récords de velocidad sobre el agua y diez sobre tierra.
- La historia del último intento de Campbell de batir el récord en Coniston fue dramatizada por la BBC en la película televisiva Across the Lake (A través del Lago) en 1988, con Anthony Hopkins interpretando a Campbell.
- Nueve años antes, Robert Hardy había interpretado al padre de Campbell, Sir Malcolm Campbell, en la producción de la BBC2 titulada "Speed King".
- En 2003, la BBC emitió una reconstrucción documental del fatídico intento de récord en un episodio de la serie "Days That Shook the World" (Días Que Sacudieron el Mundo).
- En 1956, fue sorprendido por Eamonn Andrews en el séptimo episodio del nuevo espectáculo televisivo "This Is Your Life" (Esta Es Tu Vida).
- Una placa azul del patrimonio inglés conmemora a Campbell y a su padre en la Canbury School, en Kingston Hill, Kingston upon Thames, donde vivieron.[10]
- En el pueblo de Coniston, el Museo Ruskin conserva y exhibe una serie de objetos de recuerdo sobre Donald Campbell.

### Restauración del Bluebird K7
El jueves 7 de diciembre de 2006, Gina Campbell (hija de Campbell), donó formalmente el Bluebird K7 al Museo Ruskin de Coniston para que se proceda a su restauración.

## Récords mundiales de velocidad establecidos por Donald Campbell
| Velocidad                            | Récord | Vehículo     | Ubicación       | Fecha                    |
| ------------------------------------ | ------ | ------------ | --------------- | ------------------------ |
| 202,32 millas por hora (325,6 km/h)  | Agua   | Bluebird K7  | Ullswater       | 23 de julio de 1955      |
| 216,2 millas por hora (347,94 km/h)  | Agua   | Bluebird K7  | Lago Mead       | 16 de noviembre de 1955  |
| 225,63 millas por hora (363,12 km/h) | Agua   | Bluebird K7  | Coniston Water  | 19 de septiembre de 1956 |
| 239,07 millas por hora (384,75 km/h) | Agua   | Bluebird K7  | Coniston Water  | 7 de noviembre de 1957   |
| 248,62 millas por hora (400,12 km/h) | Agua   | Bluebird K7  | Coniston Water  | 10 de noviembre de 1958  |
| 260,35 millas por hora (418,99 km/h) | Agua   | Bluebird K7  | Coniston Water  | 14 de mayo de 1959       |
| 276,33 millas por hora (444,71 km/h) | Agua   | Bluebird K7  | Lago Dumbleyung | 31 de diciembre de 1964  |
| 403,1 millas por hora (648,73 km/h)  | Tierra | Bluebird CN7 | Lago Eyre       | 17 de julio de 1964      |

## Lecturas relacionadas
- Pearson, John (1965). Bluebird and the Dead Lake: the story of Donald Campbell's land speed record at Lake Eyre in 1964. London: Collins. OCLC 2922691.